# Hermandad de la Estrella (Granada)
La Cofradía de Nazarenos de Nuestro Padre Jesús de la Pasión y María Santísima de la Estrella es una hermandad de penitencia de la ciudad de Granada. Su sede es la iglesia de San Cristóbal situada en la parte alta del Albaicín. Su primera salida fue en el año 1980 en la jornada del Viernes Santo al año siguiente pasó al Jueves Santo definitivamente. Su nombre completo es Cofradía de Nazarenos de Nuestro Padre Jesús de la Pasión y María Santísima de la Estrella

## Historia
Se fundó el 15 de febrero de 1979 haciendo su primera salida procesional en 1980 el  Viernes Santo  pasando el año siguiente al Jueves Santo. En los primeros años de la Cofradía  se hacían las salidas del cercano colegio de Cristo Rey por las dificultades de salida. Los primeros titulares de la cofradía provenían del convento de San Antón lugar donde se celebraban los cultos. En el año 1980 la cofradía encargó a Antonio Joaquín Dubé de Luque una talla de una Virgen que se bendijo y realizó su primera salida procesional al año siguiente. Lo mismo se repitió con la imagen de Jesús de la Pasión que se encargó en el año 1984 al mismo imaginero.

## Titulares

### Nuestro padre Jesús de la Pasión
Obra realizada por Antonio Joaquín Dubé de Luque en el año 1984. Es un cristo cargando una cruz sobre le hombro izquierdo dando una gran zancada hacia delante. El cristo procesiona con túnica morada, corona de espinas y con potencias. El paso procesional es un diseño de Antonio Joaquín Dubé de Luque talla de los Hermanos Caballero que se encuentra en proceso de dorado por el taller de Justiniano Sánchez y Abel Velarde de Sevilla. El paso carece de respiraderos por las dimensiones de la puerta de San Cristóbal. El acompañamiento musical es de la Agrupación Musical María Santísima de la Estrella propia de la hermandad.

### María Santísima de la Estrella
Dolorosa de vestir realizada por Antonio Joaquín Dubé de Luque en el año 1980. Tiene las manos separadas una para sujetar el pañuelo y la otra para sujetar el rosario. La vestimenta procesional está compuesta por una saya blanca, corona, puñal y manto azul con toca de sobremanto. Los varales y respiraderos son de Manuel de los Ríos; jarras, violeteras y candelaria son de Manuel Martín y de orfebrería Mallol son la peana, faroles de entrevarales y brazos de cola. Los bordados de bambalinas y techo de palio son del taller de bordado de la hermandad, bajo diseño de Antonio Joaquín Dubé de Luque. El acompañamiento musical es a cargo de la Banda Sinfónica de Dos Torres (Córdoba).

## Paso por carrera oficial
| Predecesor: Cofradía de Nuestro Padre Jesús del Perdón y María santísima del Aurora | Orden de entrada en la carrera oficial (Jueves Santo) Cuarto lugar | Sucesor: Cofradía del Santísimo Cristo de la Misericordia (Silencio) |